# Rockstar Lincoln
Rockstar Lincoln Limited (dříve Spidersoft Limited a Tarantula Studios) je britské vývojářské studio Rockstar Games, které sídlí v Lincolnu.  Studio založili Steve Marsden a David Cooke v květnu 1992 pod názvem Spidersoft. V té době se primárně zaměřovalo na vývoj portů herních titulů pro konzole Game Boy a Game Gear a pinball her pro vydavatelství 21st Century Entertainment. Vydavatelství koupilo Spidersoft v roce 1995, v březnu 1998 však bylo uzavřeno.
Take-Two Interactive koupilo Spidersoft v červnu 1998 a přejmenovalo jej na Tarantula Studios. Studio pokračovalo ve vývoji her pro konzole Game Boy a Game Boy Color, jako je například Grand Theft Auto (1999). V roce 2002 byla vývojářská sekce Tarantula Studios uzavřena, přičemž sekce zajišťující jakost byla sloučena do značky Rockstar Games společnosti Take-Two Interactive pod názvem Rockstar Lincoln.

## Vyvinuté tituly

### Jako Spidersoft
| Rok  | Název                                      | Platformy                                 | Vydavatel                                          | Poznámky                                                       |
| ---- | ------------------------------------------ | ----------------------------------------- | -------------------------------------------------- | -------------------------------------------------------------- |
| 1992 | Hook                                       | Game Gear                                 | Sony Imagesoft                                     | Pouze portován; hra vyvinutá společností Ukiyotei              |
| 1993 | Poker Face Paul's Blackjack                | Game Gear                                 | Adrenalin Entertainment                            | —                                                              |
| 1993 | Pinball Dreams                             | Game Boy, Game Gear, MS-DOS, SNES         | 21st Century Entertainment, GameTek                | Pouze portován; hra vyvinutá společností Digital Illusions     |
| 1993 | Chuck Rock                                 | Game Boy                                  | Sony Electronic Publishing                         | Pouze portován; hra vyvinutá společností Core Design           |
| 1993 | Cliffhanger                                | Amiga, Game Boy, Game Gear, NES           | Sony Imagesoft, Psygnosis                          | —                                                              |
| 1994 | Lemmings 2: The Tribes                     | Game Boy                                  | Psygnosis                                          | Pouze portován; hra vyvinutá společností DMA Design            |
| 1994 | Andre Agassi Tennis                        | Game Gear                                 | Lance Investments                                  | Pouze portován; hra vyvinutá společností TecMagik              |
| 1994 | Pinball Arcade                             | MS-DOS                                    | 21st Century Entertainment                         | —                                                              |
| 1994 | Poker Face Paul's Solitaire                | Game Gear                                 | Sega                                               | —                                                              |
| 1994 | Pinball Dreams 2                           | MS-DOS                                    | 21st Century Entertainment                         | —                                                              |
| 1994 | Math Blaster Episode I: In Search of Spot  | Mega Drive, SNES                          | Davidson & Associates                              | Pouze portován; hra vyvinutá společností Davidson & Associates |
| 1995 | Pinball Fantasies                          | Atari Jaguar, Game Boy, PlayStation, SNES | 21st Century Entertainment, GameTek                | Pouze portován; hra vyvinutá společností Digital Illusions     |
| 1995 | Pinball World                              | MS-DOS                                    | 21st Century Entertainment, Rebellion Developments | —                                                              |
| 1995 | Thomas the Tank Engine and Friends Pinball | Amiga, Amiga CD32, MS-DOS                 | Alternative Software                               | —                                                              |
| 1995 | Pinball Mania                              | Amiga, Game Boy, MS-DOS                   | 21st Century Entertainment, GameTek                | —                                                              |
| 1996 | Pinball Builder                            | Microsoft Windows                         | 21st Century Entertainment                         | —                                                              |
| 1996 | Total Pinball 3D                           | MS-DOS                                    | 21st Century Entertainment                         | —                                                              |

### Jako Tarantula Studios
| Rok  | Název                                          | Platformy                | Vydavatel            | Poznámky                                                    |
| ---- | ---------------------------------------------- | ------------------------ | -------------------- | ----------------------------------------------------------- |
| 1998 | Las Vegas Cool Hand                            | Game Boy, Game Boy Color | Take-Two Interactive | —                                                           |
| 1998 | Montezuma's Return!                            | Game Boy, Game Boy Color | Take-Two Interactive | —                                                           |
| 1998 | Rats!                                          | Game Boy, Game Boy Color | Take-Two Interactive | —                                                           |
| 1999 | Hollywood Pinball                              | Game Boy Color           | Take-Two Interactive | —                                                           |
| 1999 | Space Station Silicon Valley                   | Game Boy Color           | Take-Two Interactive | —                                                           |
| 1999 | Three Lions                                    | Game Boy Color           | Take-Two Interactive | —                                                           |
| 1999 | Jim Henson's Muppets                           | Game Boy Color           | Take-Two Interactive | —                                                           |
| 1999 | Evel Knievel                                   | Game Boy Color           | Rockstar Games       | —                                                           |
| 1999 | Grand Theft Auto                               | Game Boy Color           | Rockstar Games       | —                                                           |
| 2000 | Austin Powers: Oh, Behave!                     | Game Boy Color           | Rockstar Games       | —                                                           |
| 2000 | Austin Powers: Welcome to My Underground Lair! | Game Boy Color           | Rockstar Games       | —                                                           |
| 2000 | Grand Theft Auto 2                             | Game Boy Color           | Rockstar Games       | —                                                           |
| 2000 | Formula One 2000                               | Game Boy Color           | Take-Two Interactive | —                                                           |
| 2001 | Kiss Pinball                                   | PlayStation              | Take-Two Interactive | Pouze portován; hra vyvinutá společností Wildfire Studios   |
| 2001 | Hidden & Dangerous                             | PlayStation              | Take-Two Interactive | Pouze portován; hra vyvinutá společností Illusion Softworks |